# 观堂镇 (商丘市)
观堂乡，是中华人民共和国河南省商丘市梁园区下辖的一个乡镇级行政单位。

## 行政区划
观堂乡下辖以下地区：
观堂村、郝庄村、程娄村、王胡村、张小集村、花坟村、南庄村、徐娄村、关庄村、冯娄村、丁双娄村、黄店村、汶河村、丁娄村、赵庄村、刘庄村、刘娄村、苏堂村、张店村、阮庄村、周庄村、盛吾楼村、马楼村、郭老家村和王启山村。